# Joash Leader
Joash Leader (* 20. August 1990 in Saint Paul’s) ist ein Fußballspieler von St. Kitts und Nevis.

## Karriere

### Klub
Er begann seine Karriere ab der Saison 2007/08 beim St. Paul’s United FC, wo er bis zum Ende der Saison 2013/14 verblieb. Für die nächste Spielzeit wechselten er auf die Amerikanischen Jungferninseln zum United We Stand SC, danach kehrte er zu St. Paul's zurück, wo er bis heute spielt.

### Nationalmannschaft
Er hatte seinen ersten Einsatz für die Nationalmannschaft am 10. Oktober 2012, bei einem 2:0-Sieg über Anguilla während der Qualifikation für die Karibikmeisterschaft 2012. Hier wurde er in der 90. Minute für Ian Lake eingewechselt. Bis August 2017 kam er sporadisch zum Einsatz.